# Niklaus Brantschen

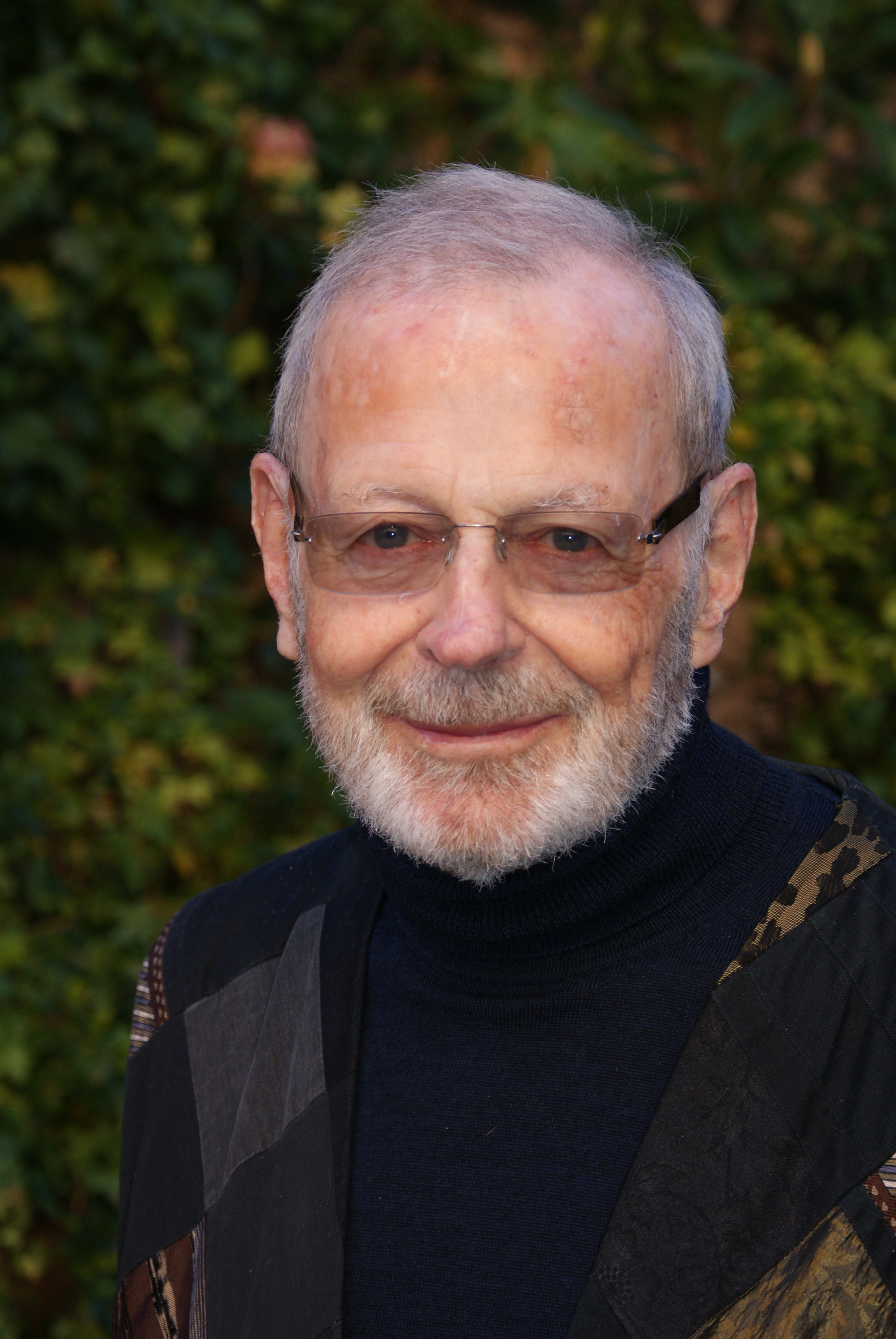
Niklaus Brantschen SJ, 2017

Niklaus Brantschen (* 25. Oktober 1937 in Randa, Wallis) ist Schweizer Jesuit, Zen-Meister der White Plum Sangha-Linie und Mitgründer des Lassalle-Instituts innerhalb des Lassalle-Hauses in Bad Schönbrunn, Kanton Zug.

## Ausbildung
Niklaus Brantschen wuchs mit sechs Geschwistern in einer traditionell katholischen Familie auf; er ist ein geübter Bergsteiger. Im Alter von 22 Jahren trat er in den Jesuitenorden ein. Nach dem Noviziat in Villars-sur-Glâne erhielt er 1964 das Lizentiat der Hochschule für Philosophie München. Im Rahmen eines Pädagogischen Praktikums arbeitete er von 1964 bis 1967 als Erzieher im Jesuitenkolleg in Feldkirch/Österreich. Es folgten drei Jahre Theologiestudium an der Universität in Fourvière/Lyon (Frankreich) und danach ein viertes Jahr an der Eberhard Karls Universität Tübingen, u. a. bei den Professoren Eberhard Jüngel, Jürgen Moltmann, Walter Kasper, Hans Küng; Seine Lizenziatsarbeit schrieb er über Dietrich Bonhoeffer.
1970 zelebrierte Brantschen seine Primiz in Randa. Ab 1973 absolvierte er ein Diplomstudium in Erwachsenenbildung in München und war Assistent beim Meditationslehrer Klemens Tilmann. Er nahm an Meditationskursen bei Karlfried Graf Dürckheim teil.

## Zen-Ausbildung
Ab 1976 unternahm Brantschen regelmässige Lehraufenthalte und Zen-Studien in Kamakura/Japan bei Hugo Makibi Enomiya-Lassalle und Yamada Kôun Roshi. Dort traf er zusammen u. a. mit Heinrich Dumoulin, Jerry Brown, Willigis Jäger, Johannes Kopp. 1988 wurde ihm die Lehrbefugnis in Zen von Yamada Kôun Roshi übertragen, 1999 erhielt er die Bestätigung zum Zen-Meister („inka shōmei“) von Glassman Roshi. In der Schweiz war er auf diesem Gebiet ein Pionier der ersten Stunde.

## Aufgaben
Niklaus Brantschen war 1973–77 Direktionsassistent im Bildungshaus Bad Schönbrunn, anschliessend bis 1987 dessen Direktor. 1988–93 arbeitete er als Studentenseelsorger an den Hochschulen in Zürich, 1993 positionierte er das Bildungshaus neu als Zentrum für Spiritualität und soziales Bewusstsein und nannte es nun Lassalle-Haus. 1995 gründete er zusammen mit Pia Gyger das Lassalle-Institut für Zen – Ethik – Leadership, das sie bis 2002 leiteten. Im Institut engagieren sich die beiden besonders für das Projekt Jerusalem – offene Stadt zum Erlernen des Friedens in der Welt, das sie regelmässig nach Jerusalem und an die UNO in New York führt.

## Interreligiöser Dialog
Gemäss Niklaus Brantschen gibt es keine Alternative zum interreligiösen Dialog, wobei dieser Begriff nicht nur das Gespräch bezeichne, sondern auch die positiven, konstruktiven Beziehungen zwischen Personen und Gemeinschaften anderer Religionen zur gegenseitigen Bereicherung. Heute religiös zu sein heisse interreligiös zu sein, nicht nur bilateral, sondern multilateral.

## Position zum Buddhismus
Niklaus Brantschen empfindet den Dialog mit dem Buddhismus als bereichernden, nicht geraden oder abgeschlossenen Weg zwischen Ost und West, der im Spannungsfeld zwischen echter Zen-Erfahrung und Christusnachfolge entsteht. Er sieht eine Ähnlichkeit (Parallelität des Rahmens) zwischen ignatianischen Exerzitien und Zen-Praxis, die bei ihm im Laufe der Jahre zu einer Synthese wurde.
In der Praxis des Zen sieht er einen Weg zum Abbau von Schranken zwischen Religionen, Nationen und Rassen – zum Werden der einen Menschheit.

## Partnerschaft von Mann und Frau
Für Niklaus Brantschen ist die partnerschaftliche Zusammenarbeit ein wichtiger Beitrag für einen notwendigen planetaren Bewusstseinswandel. Wirklich Neues entsteht nur, wenn Mann und Frau eine Kultur der Partnerschaft unter Gleichberechtigung pflegen. Für ihn ist die Menschheit wie ein Vogel mit den beiden Flügeln wie Mann und Frau. Wenn ein Flügel nicht gleich entwickelt ist, haben wir einen schrägen Vogel, der nicht vom Fleck kommt.

## Einsichten
Für Niklaus Brantschen ist charakteristisch, dass er seine Einsichten in prägnanten Sätzen zusammenfasst:
- Nur wer selbstlos ist, ist wirklich glücklich.[2]
- Wer an seinen spirituellen Erfahrungen hängt und sie konservieren will, zerstört sie und verbaut sich den Weg zu Neuen.[2]
- Der Mensch ist nicht, was er „macht“; er ist nicht, was er „hat“; er ist nicht, was er „ist“; er ist, was er liebt.[2]
- Ethik, die wir meinen, gründet im achtsamen Wahrnehmen von Leben in all seinen Formen, im klugen Urteilen und in entsprechendem, nachhaltigen Handeln zum Wohle aller. Das ist nicht möglich ohne eine umfassende Selbst- und Welterfahrung, ohne eine tiefere Sicht der Wirklichkeit.[2]

## Werke
- Fasten: Gesundheitlich, religiös, sozial. Moser, Lausanne 1987, ISBN 3-907027-01-9.
- Ruben Habito: Barmherzigkeit aus der Stille: Zen und soziales Engagement. Übersetzt und bearbeitet. Kösel, München 1990, ISBN 3-466-20084-9.
- Fasten im Alltag: Anleitung und Ermutigung zum Fasten in der Gruppe. Erstauflage 1988. Paulus, Freiburg 1994, ISBN 3-7228-0180-X.
- Der Weg ist in Dir: Anregungen zur Meditation. Benziger, Zürich 1996, ISBN 3-545-20116-3.
- Du selbst bist die Welt: Spiritualität und sozial-politisches Engagement. Benziger, Zürich 1997, ISBN 3-545-20134-1.
- Was ist wichtig?: Meditationen für den Alltag.  Erstauflage 1979. Benziger, Köln 1985, ISBN 3-545-20058-2.
- Nicht vom Brot allein: Unterwegs für Gerechtigkeit und Frieden. Benziger, Zürich 1998, ISBN 3-545-20148-1.
- Auf den Weg des Zen: Als Christ Buddhist. Kösel, München 2002, ISBN 3-466-36599-6.
  - Spanische Übersetzung: Por el camino del zen: Como cristiano budista. Mensajero, Bilbao 2006, ISBN 84-271-2650-6.
- Weg der Stille: Orientierung in einer lärmigen Welt. Herder, Freiburg im Breisgau 2004, ISBN 3-451-05480-9.
- Fasten neu erleben: Warum, wie, wozu? Erstauflage 2002, Herder, Freiburg im Breisgau 2006, ISBN 978-3-451-05640-6.
  - Italienische Übersetzung: Riscoprire il digiuno. Queriniana, Brecia 2005, ISBN 88-399-1656-3.
- Das Viele und das Eine: Für eine weltoffene Spiritualität. Kösel, München 2007, ISBN 3-466-36762-X.
- Erfüllter Augenblick: Orientierung für den Alltag. Erstauflage 1991, Patmos, Düsseldorf 2007, ISBN 3-491-71312-9.
- Vom Vorteil, gut zu sein: Orientierung für ein erfülltes Leben. Erstauflage 2005. Goldmann, München 2009, ISBN 978-3-442-17085-2.
- Zusammen mit Pia Gyger: Via Integralis: Wo Zen und christliche Mystik sich begegnen. Kösel, München 2011, ISBN 978-3-466-37008-5.
- Fasten für Körper, Geist und Seele. AIRA, Freiburg im Breisgau 2012, ISBN 978-3-95474-000-0.
- Mehr als alles. Denkanstösse aus Zen und Christentum. Kösel, München 2012, ISBN 978-3-466-37056-6.
- Zusammen mit Pia Gyger und Christa Spannbauer: Es geht um die Liebe: Aus dem Leben eines zölibatären Paares. Kösel, München 2013, ISBN 978-3-466-37077-1.
- Ich habe zu wenig geflucht. Patmos, Ostfildern 2018, ISBN 978-3-8436-1078-0.
- Gottlos beten. Eine spirituelle Wegsuche. Patmos, Ostfildern 2021, ISBN 978-3-8436-1335-4.

## Ton- und Filmträger
- CD: Vom Vorteil gut zu sein: mehr Tugend – weniger Moral; Kösel audio 2007, ISBN 3-466-45811-0
- DVD: Die Kultur der Stille ist der Anfang der Weisheit; Auditorium Netzwerk, Müllheim 2011